# Il piccolo detective
Il piccolo detective (とびだせ!バッチリ?, Tobidase! Bacchiri, lett. "Salta fuori! Bacchiri") è una serie televisiva anime prodotta dallo studio Nihon Hoso Eigasha. Fu trasmessa per la prima volta in Giappone dal 14 novembre 1966 al 15 aprile 1967 su Nippon Television. Sono stati realizzati in totale 132 episodi da 10 minuti l'uno. La serie è stata anche trasmessa in Italia nel 1985 sulle reti locali.

## Trama
Tratto dal manga di Mitsuteru Okamoto pubblicato su Shōnen Gahōsha sulla rivista "Weekly Shonen Re in" nel 1966 la storia racconta di un ragazzo detective che lavora con il suo compagno asino e un pappagallo per risolvere vari casi e misteri in città.

## Personaggi
Bacchiri
Figlio del detective Gappori sebbene sia un ragazzino, ha una notevole capacità di ragionamento. Inoltre, quando si verifica un caso, ha una dote speciale di muovere le sue grandi orecchie.
Gappori
Presidente della società investigativa Gappori. È un grande adoratore del denaro come la richiesta di soldi e premi ha la priorità sulla risoluzione dei casi.
Chighis (Chibis)
Un poliziotto in borghese che agisce con il detective Gappori anche se non molto affidabile.
Bingo (Banko)
Un pappagallo tenuto nella compagnia investigativa di Gappori. Fastidioso ma utile in molte situazioni.
Robi (Roba)
Un asino amico di Bacchiri che lo aiuta nelle varie investigazioni.

## Doppiaggio
| Personaggio | Doppiatore italiano | Doppiatore originale |
| ----------- | ------------------- | -------------------- |
| Bacchiri    | Francesca Rossiello | Sumiko Shirakawa     |
| Gappori     | Bruno Cattaneo      | Jōji Yanami          |
| Chighis     | Alessio Cigliano    | Shinya Aikawa        |
| Bingo       | Francesca Rossiello | Midori Kato          |
| Robi        |                     | Shinya Aikawa        |

## Episodi
| Nº  | Giapponese 「Kanji」 - Rōmaji                                       | In onda          | In onda |
| Nº  | Giapponese 「Kanji」 - Rōmaji                                       | Giapponese       |         |
| 1   | 「あゝバクダン」 - Ā bakudan                                        | 14 novembre 1966 |         |
| 2   | 「黒猫小僧」 - Kuro neko kozō                                       | 15 novembre 1966 |         |
| 3   | 「伯父さんの発明品」 - Oji-san no hatsumei-hin                      | 16 novembre 1966 |         |
| 4   | 「チャボチャボ男爵」 - Chabochabo danshaku                          | 17 novembre 1966 |         |
| 5   | 「テレビに出たい」 - Terebi ni detai                                | 18 novembre 1966 |         |
| 6   | 「正直者をつかまえろ」 - Shōjiki-sha o tsukamaero                   | 19 novembre 1966 |         |
| 7   | 「アンコロモチ騒動」 - Ankoromochi sōdō                             | 21 novembre 1966 |         |
| 8   | 「あばれん坊主」 - Abaren bōzu                                      | 22 novembre 1966 |         |
| 9   | 「びっくり大仏」 - Bikkuri daibutsu                                 | 23 novembre 1966 |         |
| 10  | 「大時計どろぼう」 - Dai tokei dorobō                               | 24 novembre 1966 |         |
| 11  | 「ハテナ団地」 - Hatena danchi                                      | 25 novembre 1966 |         |
| 12  | 「にせものにご用心」 - Nisemono ni goyōshin                         | 26 novembre 1966 |         |
| 13  | 「謎のぶっこわしや」 - Nazo no bukkowashiya                         | 28 novembre 1966 |         |
| 14  | 「あわてんぼベン公」 - Awatenbo Ben Kō                              | 29 novembre 1966 |         |
| 15  | 「おかしな宝もの」 - Okashina takaramono                            | 30 novembre 1966 |         |
| 16  | 「へんてこスパイ」 - Henteko supai                                  | 1º dicembre 1966 |         |
| 17  | 「ポカン殿下」 - Pokan denka                                        | 2 dicembre 1966  |         |
| 18  | 「愛鳥じいさん」 - Aichō jīsan                                      | 3 dicembre 1966  |         |
| 19  | 「豚ドロボー」 - Buta dorobō                                        | 5 dicembre 1966  |         |
| 20  | 「ちびっこギャング」 - Chibikko gyangu                              | 6 dicembre 1966  |         |
| 21  | 「怪盗石川十衛門」 - Kaitō Ishikawa toemon                          | 7 dicembre 1966  |         |
| 22  | 「ピンボケ騒動」 - Pin boke sōdō                                    | 8 dicembre 1966  |         |
| 23  | 「ナゾの白マスク」 - Nazo no shiro masuku                           | 9 dicembre 1966  |         |
| 24  | 「まあ、おかわいそうに」 - Mā, o kawaisō ni                         | 10 dicembre 1966 |         |
| 25  | 「お城の石騒動」 - O-jō no ishi sōdō                                | 12 dicembre 1966 |         |
| 26  | 「現金をねらえ」 - Genkin o nerae                                   | 13 dicembre 1966 |         |
| 27  | 「骨おり損」 - Hone ori son                                         | 14 dicembre 1966 |         |
| 28  | 「バッチリ一族の完敗」 - Batchiri ichizoku no kanpai                | 15 dicembre 1966 |         |
| 29  | 「スパイ番号009」 - Supai bangō 009                                 | 16 dicembre 1966 |         |
| 30  | 「はだしの王様」 - Hadashi no ōsama                                 | 17 dicembre 1966 |         |
| 31  | 「モーターボード騒動」 - Mōtābōdo sōdō                              | 19 dicembre 1966 |         |
| 32  | 「観光旅行」 - Kankō ryokō                                          | 20 dicembre 1966 |         |
| 33  | 「ミスターチャック」 - Misutāchakku                                 | 21 dicembre 1966 |         |
| 34  | 「つり騒動」 - Tsuri sōdō                                           | 22 dicembre 1966 |         |
| 35  | 「銅像ドロボー」 - Dōzō dorobō                                      | 23 dicembre 1966 |         |
| 36  | 「レストラン騒動」 - Resutoran sōdō                                 | 24 dicembre 1966 |         |
| 37  | 「らくがき小僧」 - Raku ga ki kozō                                  | 26 dicembre 1966 |         |
| 38  | 「水中作戦」 - Suichū sakusen                                       | 27 dicembre 1966 |         |
| 39  | 「にゃんにゃん騒動」 - Nyan nyan sōdō                               | 28 dicembre 1966 |         |
| 40  | 「天才スリ」 - Tensai suri                                          | 29 dicembre 1966 |         |
| 41  | 「おくりものに気をつけろ」 - Okuri mono ni kiwotsukero              | 30 dicembre 1966 |         |
| 42  | 「社長の武勇伝」 - Shachō no buyū-den                               | 31 dicembre 1966 |         |
| 43  | 「おとぼけ無人島」 - O toboke mujintō                               | 2 gennaio 1967   |         |
| 44  | 「インドから来た星ドロボー」 - Indo kara kita hoshi dorobō          | 3 gennaio 1967   |         |
| 45  | 「アパッチ団をやっつけろ」 - Apatchi-dan o yattsukero               | 4 gennaio 1967   |         |
| 46  | 「奇術師ガボチョン」 - Kijutsu-shi gabochon                         | 5 gennaio 1967   |         |
| 47  | 「盗まれたポンコツカー」 - Nusuma reta ponkotsukā                   | 6 gennaio 1967   |         |
| 48  | 「有名になりたい」 - Yūmei ni naritai                               | 7 gennaio 1967   |         |
| 49  | 「それいけポンコツ」 - Sore ike ponkotsu                            | 9 gennaio 1967   |         |
| 50  | 「海の男」 - Umi no otoko                                           | 10 gennaio 1967  |         |
| 51  | 「社長が盗まれた」 - Shachō ga nusuma reta                          | 11 gennaio 1967  |         |
| 52  | 「深夜の快事件」 - Shin'ya no kai jiken                             | 12 gennaio 1967  |         |
| 53  | 「大金持ちの夢」 - Ōganemochi no yume                               | 13 gennaio 1967  |         |
| 54  | 「大きな仕事」 - Ōkina shigoto                                      | 14 gennaio 1967  |         |
| 55  | 「かっこいいロバ君」 - Kakkoī roba-kun                              | 16 gennaio 1967  |         |
| 56  | 「ペテン師チョロチョロ」 - Petenshi chorochoro                      | 17 gennaio 1967  |         |
| 57  | 「おとぼけ会社」 - O toboke kaisha                                  | 18 gennaio 1967  |         |
| 58  | 「マンガドロボー」 - Mangadorobō                                    | 19 gennaio 1967  |         |
| 59  | 「おとぼけ変装作戦」 - O toboke hensō sakusen                       | 20 gennaio 1967  |         |
| 60  | 「蜜蜂作戦」 - Mitsubachi sakusen                                   | 21 gennaio 1967  |         |
| 61  | 「ミイラとり作戦」 - Mīra tori sakusen                              | 23 gennaio 1967  |         |
| 62  | 「お湯のかげんはいいよ」 - Oyu no-kagen wa ī yo                     | 24 gennaio 1967  |         |
| 63  | 「おれは名大工」 - Ore wa meidaikō                                  | 25 gennaio 1967  |         |
| 64  | 「ベストセラー誕生」 - Besutoserā tanjō                             | 26 gennaio 1967  |         |
| 65  | 「ただ食いは高いよ」 - Tada kui wa takai yo                         | 27 gennaio 1967  |         |
| 66  | 「お寺のカネがゴーン」 - Otera no kane ga gōn                       | 28 gennaio 1967  |         |
| 67  | 「チンチロ団がやってくる」 - Chinchiro-dan ga yattekuru             | 30 gennaio 1967  |         |
| 68  | 「そっくりいただき」 - Sokkuri itadaki                              | 31 gennaio 1967  |         |
| 69  | 「舞いこんだ招待状」 - Maikonda jōtaijō                             | 1º febbraio 1967 |         |
| 70  | 「（不明）」 - sconosciuto                                          | 2 febbraio 1967  |         |
| 71  | 「南洋はいい気分ね」 - Nan'yō wa ī kibun ne                         | 3 febbraio 1967  |         |
| 72  | 「最後の柿の実を守れ」 - Saigo no kaki no mi o mamore               | 4 febbraio 1967  |         |
| 73  | 「あけてびっくり玉手箱」 - Akete bikkuri tamatebako                 | 6 febbraio 1967  |         |
| 74  | 「あきれた展覧会」 - Akireta tenran-kai                             | 7 febbraio 1967  |         |
| 75  | Calvizie 「光った頭を集める」 - Hikatta atama o atsumeru            | 8 febbraio 1967  |         |
| 76  | 「危うしポンコツカー」 - Ayaushi ponkotsukā                         | 9 febbraio 1967  |         |
| 77  | 「地上最低のレース」 - Chijō saitei no rēsu                         | 10 febbraio 1967 |         |
| 78  | 「ちいさなちいさな話」 - Chīsana chīsana hanashi                    | 11 febbraio 1967 |         |
| 79  | 「おとぼけ二丁拳銃」 - O toboke nichōkenjū                          | 13 febbraio 1967 |         |
| 80  | 「街のゴミをやっつけろ」 - Machi no gomi o yattsukero               | 14 febbraio 1967 |         |
| 81  | 「けむいけむい」 - Kemui kemui                                      | 15 febbraio 1967 |         |
| 82  | 「インチキボディービル」 - Inchikibodībiru                          | 16 febbraio 1967 |         |
| 83  | 「シャボン玉でカンパイ」 - Shabontama de kanpai                     | 17 febbraio 1967 |         |
| 84  | 「（不明）」 - sconosciuto                                          | 18 febbraio 1967 |         |
| 85  | 「とんだSOS」 - Tonda esuōesu                                       | 20 febbraio 1967 |         |
| 86  | 「トンカチ団の奇襲」 - Tonkachi-dan no kishū                        | 21 febbraio 1967 |         |
| 87  | 「モンキー騒動」 - Monkī sōdō                                       | 22 febbraio 1967 |         |
| 88  | 「雨雨ふれふれ」 - Ame ame fure fure                                | 23 febbraio 1967 |         |
| 89  | 「高いピアノ」 - Takai piano                                        | 24 febbraio 1967 |         |
| 90  | 「怪獣パゲラを倒せ」 - Kaijū pagera o taose                         | 25 febbraio 1967 |         |
| 91  | 「西部の決闘」 - Seibu no kettō                                     | 27 febbraio 1967 |         |
| 92  | 「片目の魔法使い」 - Katame no mahōtsukai                           | 28 febbraio 1967 |         |
| 93  | 「もうけっこう」 - Mō kekkō                                         | 1º marzo 1967    |         |
| 94  | 「おもちゃ騒動」 - Omocha sōdō                                      | 2 marzo 1967     |         |
| 95  | 「おとぼけ銃対ハッスル銃」 - O toboke jūtai hassuru jū              | 3 marzo 1967     |         |
| 96  | 「ハワイの鮫」 - Hawai no same                                      | 4 marzo 1967     |         |
| 97  | 「ドクロ団をやっつけろ」 - Dokuro-dan o yattsukero                  | 6 marzo 1967     |         |
| 98  | 「ドロドロドロ団」 - Dorodorodoro-dan                               | 7 marzo 1967     |         |
| 99  | 「ねずみ騒動」 - Nezumi sōdō                                        | 8 marzo 1967     |         |
| 100 | 「こうもり団を逃すな」 - Kōmori-dan o nogasu na                     | 9 marzo 1967     |         |
| 101 | 「ウルトラ作戦」 - Urutora sakusen                                  | 10 marzo 1967    |         |
| 102 | 「パリから来た殺し屋」 - Pari kara kita koroshi-ya                  | 11 marzo 1967    |         |
| 103 | 「黒い無人車」 - Kuroi mujin-sha                                    | 13 marzo 1967    |         |
| 104 | 「怪獣ガムラー」 - Kaijū gamurā                                     | 14 marzo 1967    |         |
| 105 | 「謎のジェット機」 - Nazo no jettoki                                | 15 marzo 1967    |         |
| 106 | 「怪盗スモーク」 - Kaitō sumōku                                     | 16 marzo 1967    |         |
| 107 | 「ドレイン船の戦い」 - Dorein-sen notatakai                         | 17 marzo 1967    |         |
| 108 | 「ダイヤ団との対決」 - Daiya-dan to no taiketsu                     | 18 marzo 1967    |         |
| 109 | 「サーカス団事件」 - Sākasu-dan jiken                               | 20 marzo 1967    |         |
| 110 | 「社長の大発明」 - Shachō no dai hatsumei                           | 21 marzo 1967    |         |
| 111 | 「アジャマーをつかまえろ」 - Ajamā o tsukamaero                     | 22 marzo 1967    |         |
| 112 | 「怪盗キザラー」 - Kaitō kizarā                                     | 23 marzo 1967    |         |
| 113 | 「俺たちゃクジラの住人」 - Ore tacha kujira no jūnin                | 24 marzo 1967    |         |
| 114 | 「ゆうれい島の魔女」 - Yū Rei-jima no majo                          | 25 marzo 1967    |         |
| 115 | La banda Mollusco 「ゴンゴロ山の対決」 - Gongoro yama no taiketsu   | 27 marzo 1967    |         |
| 116 | 「スカタン山伏」 - Suka Tan yamabushi                               | 28 marzo 1967    |         |
| 117 | I denti di Dracula 「謎のドラキュラ事件」 - Nazo no dorakyura jiken | 29 marzo 1967    |         |
| 118 | 「怪盗ジレン魔」 - Kaitō jiren ma                                   | 30 marzo 1967    |         |
| 119 | 「怪人バリカーン」 - Kaijin barikān                                 | 31 marzo 1967    |         |
| 120 | 「3時に最後のベルがねる」 - 3-Ji ni saigo no beru ga neru           | 1º aprile 1967   |         |
| 121 | 「凸凹列車ギャング」 - Outotsu ressha gyangu                        | 3 aprile 1967    |         |
| 122 | 「チンタラ発明王」 - Chintara hatsumei-ō                            | 4 aprile 1967    |         |
| 123 | 「Wチャンスを追え」 - W chansu o oe                                 | 5 aprile 1967    |         |
| 124 | 「金庫破りをつかまえろ」 - Kinko-yaburi o tsukamaero                | 6 aprile 1967    |         |
| 125 | 「おれの商売じゃますんな」 - Ore no shōbai jama sun na              | 7 aprile 1967    |         |
| 126 | 「ダンマリ小僧に最敬礼」 - Danmari kozō ni saikeirei                | 8 aprile 1967    |         |
| 127 | 「ニコニコマン」 - Nikoniko man                                     | 10 aprile 1967   |         |
| 128 | 「あやしい音楽会」 - Ayashī ongakkai                                | 11 aprile 1967   |         |
| 129 | Missione in Egitto 「ピラミッド野郎」 - Piramiddo yarō              | 12 aprile 1967   |         |
| 130 | 「怪盗ホームスの冒険」 - Kaitō hōmusu no bōken                      | 13 aprile 1967   |         |
| 131 | 「怪盗ターベル」 - Kaitō tāberu                                     | 14 aprile 1967   |         |
| 132 | 「快等バクダン男」 - Kai-tō bakudan otoko                           | 15 aprile 1967   |         |

## Sigle

### Giapponesi
- Sigla di apertura Tobidase! Perfect testi di Nishida Hajime, composizione e arrangiamento Kunio Miyauchi è cantata da Midori Kato.
- Sigla di chiusura Batch re-song testi di Hajime Nishida composizione e arrangiamento Kunio Miyauchi è cantata da Midori Kato.

### Italiana
- Johnny Bassotto scritta da Bruno Lauzi, composta da Pippo Caruso è cantata da Lino Toffolo è incisa su dischi RCA.